# 大衛·耶利内克
大衛·耶利内克（1990年7月7日—），捷克籃球運動員。他現在效力於土耳其球隊Uşak Sportif。他代表捷克國家男子籃球隊參賽，隨國家隊出戰2020年夏季奧林匹克運動會。